# Myślenice (gromada)
Myślenice – dawna gromada, czyli najmniejsza jednostka podziału terytorialnego Polskiej Rzeczypospolitej Ludowej w latach 1954–1972.
Gromady, z gromadzkimi radami narodowymi (GRN) jako organami władzy najniższego stopnia na wsi, funkcjonowały od reformy reorganizującej administrację wiejską przeprowadzonej jesienią 1954 do momentu ich zniesienia z dniem 1 stycznia 1973, tym samym wypierając organizację gminną w latach 1954–1972.
Gromadę Myślenice z siedzibą GRN w mieście Myślenice (nie wchodzącym w skład gromady) utworzono 30 czerwca 1960 w powiecie myślenickim w woj. krakowskim z obszaru zniesionych gromad Borzęta, Jawornik i Polanka. 
1 stycznia 1969 do gromady Myślenice przyłączono obszar zniesionej gromady Bysina.
W kwietniu 1969 dla gromady ustalono 27 członków gromadzkiej rady narodowej. 1 stycznia 1970 gromada składała się ze wsi: Borzęta, Bysina, Jawornik, Jasienica, Polanka i Zawada.
Gromada przetrwała do końca 1972 roku, czyli do kolejnej reformy gminnej. 1 stycznia 1973 reaktywowano zniesioną w 1954 roku gminę Myślenice.